# ABO血型系统
ABO血型系统是人类最早认识也是最为重要的血型系统。ABO血型由红细胞膜上的不同抗原所决定，与人类输血时发生的溶血反应密切相关，具有重要的临床意义。ABO抗原也存在于牛、羊和一些猿类等其他动物体内。ABO血型可能繼承自數百萬年前一個共同的靈長類祖先，並在傳染病免疫反應具關鍵作用。

## 发现史
1900年，奥地利维也纳大学病理研究所的生物学家卡尔·兰德施泰纳首次报道，健康人的血清对一些人类个体的红细胞有凝聚作用。通过混合不同人的血清和红细胞，他发现了A、B、O三种血型，他的学生和又于两年后发现了第四种——AB型。兰德施泰纳因此获得1930年度诺贝尔生理学或医学奖。捷克血清学家扬·扬斯基也于1907年独立发现人类血液可分为四种血型。但由于当时通讯不便，只有兰德施泰纳的成就得到科学界广泛承认，扬斯基则几乎被遗忘，仅在前苏联等少数国家仍有提及。
1910至1911年，波兰人希尔斯菲尔德和德国人埃米爾·馮·登格恩发现了ABO血型系统的遗传性。1924年，德国数学家费利克斯·伯恩斯坦进一步阐释了ABO的遗传方式是由同一基因座上的几个等位基因决定的。英国人沃特金斯和摩尔根发现，决定ABO抗原不同的分子基团（称为抗原决定簇或表位）由糖类转化而来，决定A抗原的是N-乙酰半乳糖胺（N-acetylgalactosamine），决定B抗原的是半乳糖。1990年，日本学者山本等首次描述了编码这些抗原决定簇的A、B、O等位基因的DNA结构。

## ABO抗原

决定ABO系统四种血型的抗原糖链组成

人类ABO血型系统的抗原合成基于前体物质H抗原。H抗原是一种糖脂，基本分子结构是以糖苷键与多肽链骨架结合的四糖链，即β-D-半乳糖、β-D-N-乙酰葡萄糖胺、β-D-半乳糖以及在β-D-半乳糖2-位连接的抗原决定簇α-L-岩藻糖。H抗原的决定基因FUT1位于19号染色体，长度超过5000个碱基对，包括3个外显子。FUT1基因有两个等位基因H和h，H等位基因编码岩藻糖转移酶，使岩藻糖与糖链末端的半乳糖相连，形成H抗原。而h等位基因无法编码具有活性的岩藻糖转移酶。hh纯合子个体在人类中非常罕见，形成所谓孟买血型。参见Hh/孟买血型系统。
编码ABO抗原决定簇的是9号染色体上的ABO基因，总长度18000至20000个碱基对，包括7个外显子，其中最大的第7外显子和第6外显子的碱基数占整个编码序列的77%。ABO基因有三个最主要的等位基因：IA（A）、IB（B）和i（O），这些等位基因的原初产物是糖基转移酶。IA等位基因编码α-1,3N-乙酰氨基半乳糖转移酶，能将α-N-乙酰半乳糖胺接到H抗原的β-D-半乳糖上，形成A抗原；IB等位基因编码α-1,3-D-半乳糖转移酶，将α-D-半乳糖接到H抗原的相同位置，形成B抗原；i等位基因的第6外显子包含一个核苷酸缺失，导致其编码的蛋白质无法正常表达，从而失去酶活性，因此，O型血的抗原就是未经改变的H抗原。
A、B抗原主要表达在红细胞膜上，以糖蛋白或糖脂的形式，呈树枝状突出细胞表面。在大多数上皮细胞、内皮细胞以及体液中，也有A、B抗原的存在。

### 亚型
1930年，人们发现A抗原可以分为A1与A2两个亚型。目前已知，A型至少包括20个亚型，绝大多数是A1和A2（>99%），其中A1的比例超过80%。
1980年以前，人们通常认为红细胞的ABH决定簇主要存在于鞘糖脂分子上，但是，1980年发表的几篇报道指出：糖脂与糖蛋白相比，在ABH抗原决定簇中仅扮演次要角色。红细胞上的多数ABH抗原都位于离子交换蛋、带3蛋白、葡萄糖转运蛋白以及带4.5蛋白的单个高度分枝的多聚N-乙酰氨基乳糖的N-型糖苷键上。

## 血清学
根据红细胞膜上A抗原与B抗原的有无，可以将血液分为4型：如果只存在A抗原，则称为A型；只存在B抗原，则称为B型；若A与B两种抗原都存在，则称为AB型；这两种抗原都没有的，则称为O型。
不同血型的血液里可能存在抗-A或抗-B抗体（也称血凝集素，见右图）。这些抗体通常是免疫球蛋白IgM，无法通过胎盘从母体进入胎儿血液，但会在出生后一年内出现在人体内，产生原因可能是环境中某些与A、B抗原决定簇类似的糖类的刺激。这些抗体遇到与本身血型不合的红细胞时，就会产生溶血反应，例如一个A血型的人如果输入B型血，会立刻导致体内的抗-B抗体与B型红细胞的表面B抗原结合，引发补体介导的红细胞自溶。相同的抗原-抗体反应也会在B血型的人输入A型血或O型血的人输入其他血型的血液时发生。只有AB血型的人体内没有抗A和抗B，可以接受其他血型的血液，故曾被称为“万能受血者”；而各种血型的人均可以输入O型血，因此O型血的人曾被称为“万能供血者”（见下表）。然而，这种“万能”的说法并不严格。以A血型的受血者输入O型血为例，O型血的红细胞不含B抗原，不会与受血者体内的抗-B反应，但O型血中的抗-A会与受血者血液中带有A抗原的红细胞反应。当输血量较小时，输入的抗-A抗体被受血者的血清充分稀释，其影响可以降低；但如果输血量较大，抗-A无法得到充分稀释，仍可能引发受血者的溶血反应。在這種情況下，一個解決之道是將送血者血液中的抗體分離，否則不应进行异型输血。
| 受血者 | 供血者        |
| ------ | ------------- |
| A型    | A或O型        |
| B型    | B或O型        |
| AB型   | A、B、AB或O型 |
| O型    | O型           |

## 遗传性
ABO血型系统的遗传是单基因决定的。ABO基因位于9号染色体的长臂上（9q34），有三个主要的等位基因IA（A）、IB（B）和i（O）。IA和IB的产物是具有活性的酶，分别催化A抗原和B抗原的合成，而等位基因i的产物不具有酶活性，无法催化A、B抗原合成。由于人类染色体是双倍体，一个人通常只能拥有三个等位基因中的两个，分别来自父母双方。这两个等位基因的类型，即血型的基因型（genotype），决定了人类血型的表现型（phenotype）。
IA和IB对i均为显性，故而只有基因型是ii的人才有O型血，基因型是IAIA或IAi的人是A血型，基因型是IBIB或IBi的人是B血型。而IA和IB是共显性，因此基因型是IAIB的人具有两种表型，即AB血型。
一般说来，如果父母双方均为O型血，子女必然是O型；如果父母有一方是AB型血，子女不可能是O型；A型和O型血的父母不可能生育B型或AB型血的子女，B型和O型血的父母不可能生育A型或AB型血的子女。因此，ABO血型系统曾经广泛用于亲子鉴定。父母与子女血型的详细关系及子女血型的可能性见下表：
| 父母血型／基因型 | 父母血型／基因型 | A型                       | A型                                           | B型                       | B型                                           | O型（OO）               | AB型（AB）                                    |
| 父母血型／基因型 | 父母血型／基因型 | AA                        | AO                                            | BB                        | BO                                            | O型（OO）               | AB型（AB）                                    |
| ---------------- | ---------------- | ------------------------- | --------------------------------------------- | ------------------------- | --------------------------------------------- | ----------------------- | --------------------------------------------- |
| A型              | AA               | A型(AA) 100%              | A型 100% (AA 50%、AO 50%)                     | AB型 100%                 | A型(AO) 50% AB型 50%                          | A型(AO) 100%            | A型(AA) 50% AB型 50%                          |
| A型              | AO               | A型 100% (AA 50%、AO 50%) | A型 75% (AA 25%、AO 50%) O型 25%              | B型(BO) 50% AB型 50%      | A型(AO) 25% O型 25% B型(BO) 25% AB型 25%      | A型(AO) 50% O型 50%     | A型 50% (AA 25%、AO 25%) B型(BO) 25% AB型 25% |
| B型              | BB               | AB型 100%                 | B型(BO) 50% AB型 50%                          | B型(BB) 100%              | B型 100% (BB 50%、BO 50%)                     | B型(BO) 100%            | B型(BB) 50% AB型 50%                          |
| B型              | BO               | A型(AO) 50% AB型 50%      | A型(AO) 25% O型 25% B型(BO) 25% AB型 25%      | B型 100% (BB 50%、BO 50%) | B型 75% (BB 25%、BO 50%) O型 25%              | B型(BO) 50%、 O型 50%   | B型 50% (BB 25%、BO 25%) A型(AO) 25% AB型 25% |
| O型（OO）        | O型（OO）        | A型(AO) 100%              | A型(AO) 50% O型 50%                           | B型(BO) 100%              | B型(BO) 50% O型 50%                           | O型 100%                | A型(AO) 50% B型(BO) 50%                       |
| AB型（AB）       | AB型（AB）       | A型(AA) 50% AB型 50%      | A型 50% (AA 25%、AO 25%) B型(BO) 25% AB型 25% | B型(BB) 50% AB型 50%      | B型 50% (BB 25%、BO 25%) A型(AO) 25% AB型 25% | A型(AO) 50% B型(BO) 50% | A型(AA) 25% B型(BB) 25% AB型 50%              |

### 异常型

#### cis-AB
极少数人类个体的一条染色体中同时存在一个cis-AB基因，它编码的酶可以同时催化A抗原和B抗原的合成。cis-AB是从一个亲本遗传而来的，因此即便其基因型是cisAB / O，也会表现为AB型，若与O型血的人（基因型O / O）生育，子女的血型可能是AB或O，而不像通常AB型血与O型血的父母只能有A或B型血的子女。

## ABO血型在人群中的分布
随着地域、人群的不同，ABO各个血型的频率也有很大区别，常作为研究人类的民族分化、迁徙史的工具。

### 世界人群
从世界角度来看，IB等位基因的频率最低，约为16%，在中亚一带的阿爾泰民族最常见，而在美洲和澳大利亚原住民中最为罕见。IA等位基因较IB更为常见，约21%的世界人口携带IA，但相对高频率的区域比较分散，如北美印第安人黑脚族（30-35%），澳大利亚一些原住民族群（40-53%），斯堪的納維亞地區北部的薩米人（50－90%）等，而在中南美的印第安人中，IA几乎无分布。由于IA、IB两种等位基因型频率不高，O血型称为世界上最常見的血型，平均频率达63%，特别是在中南美洲印第安人中，O型血频率接近100%，O血型在澳大利亚原住民和西歐人群（特别是凯尔特人）中也很常见，在東歐和中亚的频率则相对较低。
A型在北欧西欧与日本、湖南最多。

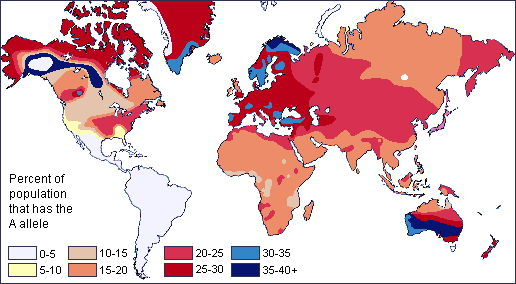
A型分布
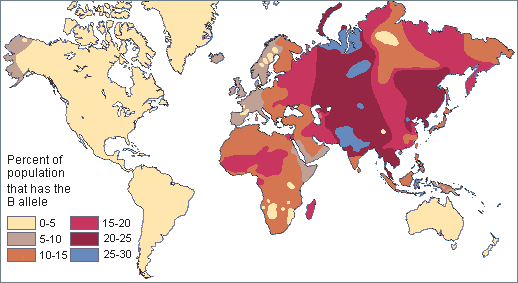
B型分布
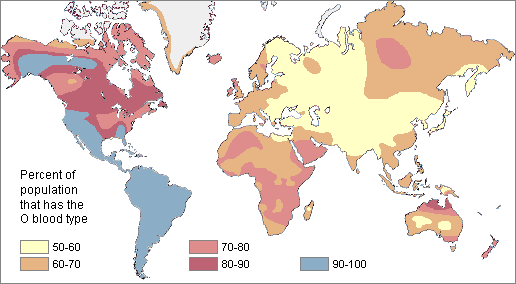
O型分布